# Pterolophia pulla
Pterolophia pulla là một loài bọ cánh cứng trong họ Cerambycidae.